# كاورو أريما
كاورو أريما (باليابانية: 有馬馨؛ بالكانا: ありま かおる) هو عسكري ياباني، ولد في 15 ديسمبر 1893 في ميازاكي في اليابان، وتوفي في 23 يناير 1956.